# شبه جزيرة ميلفيل
شبه جزيرة ميلفيل (بالإنجليزية: Melville Peninsula)‏ هي شبه جزيرة واسعة في شمال القطب الشمالي الكندي للخليج هدسون. إلى الشرق من حوض فوكس وإلى الغرب خليج بوتيا. إلى الشمال مضيق هيكلا يفصلها عن جزيرة بافن. إلى الجنوب خليج الصدة و مضيق المجمدة تفصلها عن جزيرة ساوثامبتون في الطرف الشمالي من خليج هدسون. من جنوب غربي توصيله إلى البر الرئيسى من قبل «برزخ راي» سميت على المستكشف القطبي الدكتور جون راي.

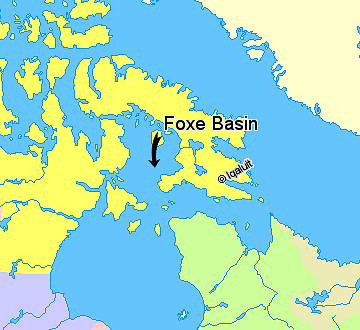
شبه جزيرة ميلفيل هو بجانب الغربي من حوض فوكس